# Центр нападу
«Центр нападу» — радянський художній фільм, знятий режисерами Семеном Дерев'янським і Ігорем Земгано на Київській кіностудії в 1946 році.
Прем'єра фільму відбулася 25 червня 1947 року.

## Сюжет
Андрій Кравченко — кращий футболіст міста — центр нападу футбольної команди «Метеор», що працює інженером-конструктором, коли трудові обов'язки зажадали від нього переїзду в інше місто, залишає свою команду і кохану дівчину. Товариші по команді і найкращий друг-воротар Семен Курочкін вважають його вчинок зрадою. Після кумедних пригод, друзі примиряться на футбольному полі, де зійдуться як суперники.

## У ролях
- Катерина Деревщикова — Олена
- Віталій Доронін — Андрій Кравченко
- Борис Толмазов — Семен Курочкін
- Юрій Лавров — Никанор Іванович, тренер
- Андрій Сова — Стьопа Шувалов
- Михайло Висоцький — Василь Миронович, батько Олени
- Лідія Карташова — бабуся Олени
- Віктор Селезньов — Гоша, брат Олени
- Володимир Лепко — уболівальник
- Юрій Тимошенко — Юра, репортер
- Валер'ян Валерський — член колегії
- Вадим Синявський — коментатор
- Іван Матвєєв — футболіст (немає в титрах)
- Георгій Петровський — член спорткомітету (немає в титрах)
- Володимир Освецимський — член колегії (немає в титрах)
- Сергій Петров — Єрофій Тимофійович, член колегії (немає в титрах)
- Семен Дерев'янський — епізод
- Іван Бондар — футбольний суддя (немає в титрах)
- Варвара Чайка — епізод (немає в титрах)
- Віктор М'ягкий — епізод (немає в титрах)

## Знімальна група
- Режисери — Семен Дерев'янський, Ігор Земгано
- Сценарій — Борис Ласкін, Євген Помєщиков
- Головний оператор — Іван Шеккер, Сергій Ревенко
- Композитор — Оскар Сандлер
- Художник — Олексій Бобровников
- Звукооператор — Г. Григор'єв
- Другий режисер — Леонід Ман
- Художник по костюмах — Є. Горська
- Художник по гриму — Л. Гороховський
- Асистенти режисера — М. Шабловський, М. Павликовський,
- Асистент оператора — А. Ананасов, М. Максименко
- Асистент режисера з монтажу — М. Кардаш
- Текст пісень — Євген Долматовський
- Консультант — С. Синиця
- Художній керівник — Амвросій Бучма
- Директор картини — І. Ізраїлев